# Bergen aan Zee
Bergen aan Zee is een kustdorp in de gemeente Bergen, in de Nederlandse provincie Noord-Holland. Het dorp ligt aan de Noordzeekust en heeft 370 inwoners (2023). Het dorp is vijf kilometer van de plaats Bergen gelegen.

## Geschiedenis

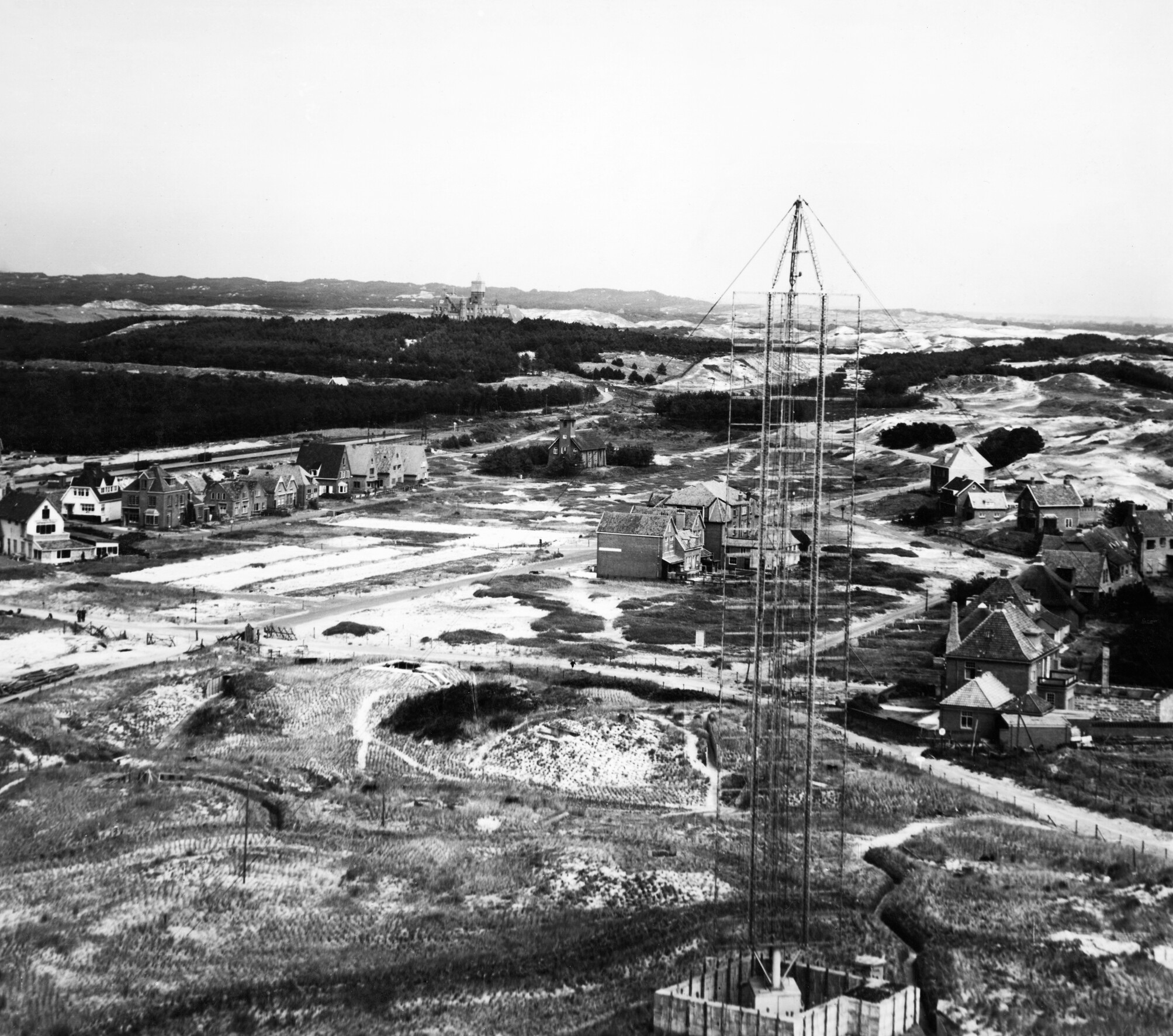
Tijdens de Tweede Wereldoorlog stond een zogenaamde Wassermannradar in het dorp

Het dorp is vrij jong; het dorp ontstond in 1906 door een visie van grootgrondeigenaar en Heer van Bergen, burgemeester Jacob van Reenen. In de duinen was al wel een aantal woningen en boerenbedrijven maar op heel grote schaal was het niet. De bewoning aan de binnenkant van de duinen zou Bergen Binnen moeten gaan heten in plaats van Bergen, en een ander deel werd al Bergen aan Zee genoemd, wat een uitvalplaats was voor Bergen. Meer naar de kust waren minder woningen en minder landbouw. Hij voorzag dat er meer landbouw in de duinen zou kunnen plaatsvinden.
Ook burgemeestersvrouw Maria van Reenen-Völter spande zich in voor de ontwikkeling van de badplaats. Zij publiceerde in 1904 een boek waarin zij de aantrekkelijkheid van Bergen beschreef, vooral voor kunstenaars. In 1905 werd een karrenspoor door het Berger Bos en de duinen vervangen door een verharde toegangsweg naar de zee; de Zeeweg. De burgemeester zorgde ervoor dat in 1909 de tramlijn van Bergen werd doorgetrokken naar Bergen aan Zee. Een lid van de familie Zeiler uit Baarn zag wel mogelijkheden voor de ontwikkeling van de horeca in de badplaats. Zo ontstond door particulier initiatief in 1906 een geheel nieuw dorp, dat de oude naam, die in 1848 al voorkomt, voor de uitvalsplaats meekreeg. Exact op 28 juli 1906 werd de eerste steen gelegd van Café Prins Maurits, welke enige jaren later als Hotel Restaurant Café Prins Maurits geëxploiteerd werd; het eerste hotel van Bergen aan Zee was een feit en ruim 100 jaar later bestaat het hotel nog steeds. In 2006 vierde men uitgebreid het 100-jarig bestaan van het dorp.

## Koloniehoek
Kort na het ontstaan van Bergen aan Zee, in 1908, werd aan de noordoostkant van het dorp Het Zeehuis gebouwd, een herstellingsoord voor kinderen van het Burgerweeshuis in Amsterdam. In 1910 volgde het "Koloniegebouw Voor Jong Nederland" en in 1912 liet de Deutsche Ferienkolonie hier ook een huis bouwen. Na WOII werd het Duitse koloniehuis in gebruik genomen voor repatrianten uit Nederlands-Indië. In 1961 werd Het Zeehuis heropend als natuurvriendenhuis van wat nu het Nivon is. In 1967 vertrokken de laatste bleekneusjes uit het derde gezondheidsoord, dat sinds 1931 door stichting Bio-Vacantieoord werd geëxploiteerd. Na ruim tien jaar leegstand werd dit koloniegebouw gekraakt en later aangekocht door de krakers. De drie voormalige koloniehuizen zijn sinds 2001 rijksmonument.

## Duinbrand
Op 14 april 2010 brak in de duinen tussen Schoorl, Bergen en Bergen aan Zee een duinbrand uit. Door de noordoostelijke wind met windkracht 4-5 werd het vuur richting Bergen aan Zee gedreven en bedreigde het dorp. De bebouwde kom werd daarom verplicht geëvacueerd. De vierhonderd inwoners van Bergen aan Zee werden ondergebracht in het nabijgelegen sportcentrum De Beeck. In 2009 waren er ook verschillende grote branden in deze buurt. Deze eerdere branden waren waarschijnlijk aangestoken, het is nog niet zeker of de brand van april 2010 ook is aangestoken.

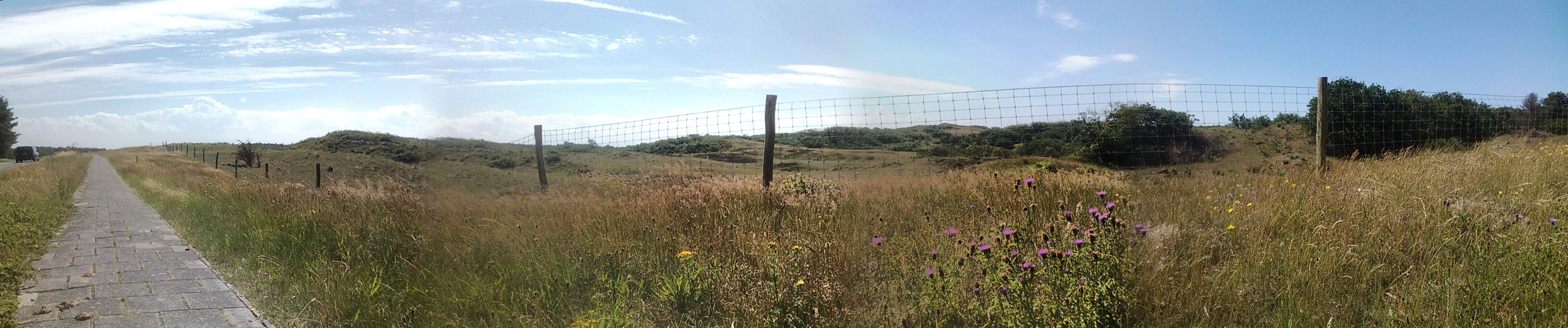
Duingebied langs de Zeeweg

## Sport en recreatie
Bergen aan Zee is uitgegroeid tot een echte badplaats, waar niet alleen wordt gebaad maar het is ook bij surfers en catamaranzeilers een geliefde plaats. In de badplaats zijn middelgrote en kleine hotels, appartementen en pensions gevestigd. Een andere grote attractie is het Zee-aquarium van Bergen aan Zee, dat een beeld geeft van zeebewoners in en uit Nederland en de rest van de wereld. En voor de kunstliefhebber is er een beeldentuin gevestigd, waar ook diverse kunstenaars uit Bergen hun sculpturen tentoonstellen.
Het duingebied rondom het dorp is onderdeel van het Noordhollands Duinreservaat, in beheer bij PWN Waterleidingbedrijf Noord-Holland en een populair wandelgebied. Door de plaats loopt de Europese wandelroute E9, ter plaatse ook Noordzeepad of Hollands Kustpad geheten. Voor de deur van Het Zeehuis begint ook een Nederlandse langeafstandswandelroute, het Trekvogelpad.

Kunst in Bergen aan Zee
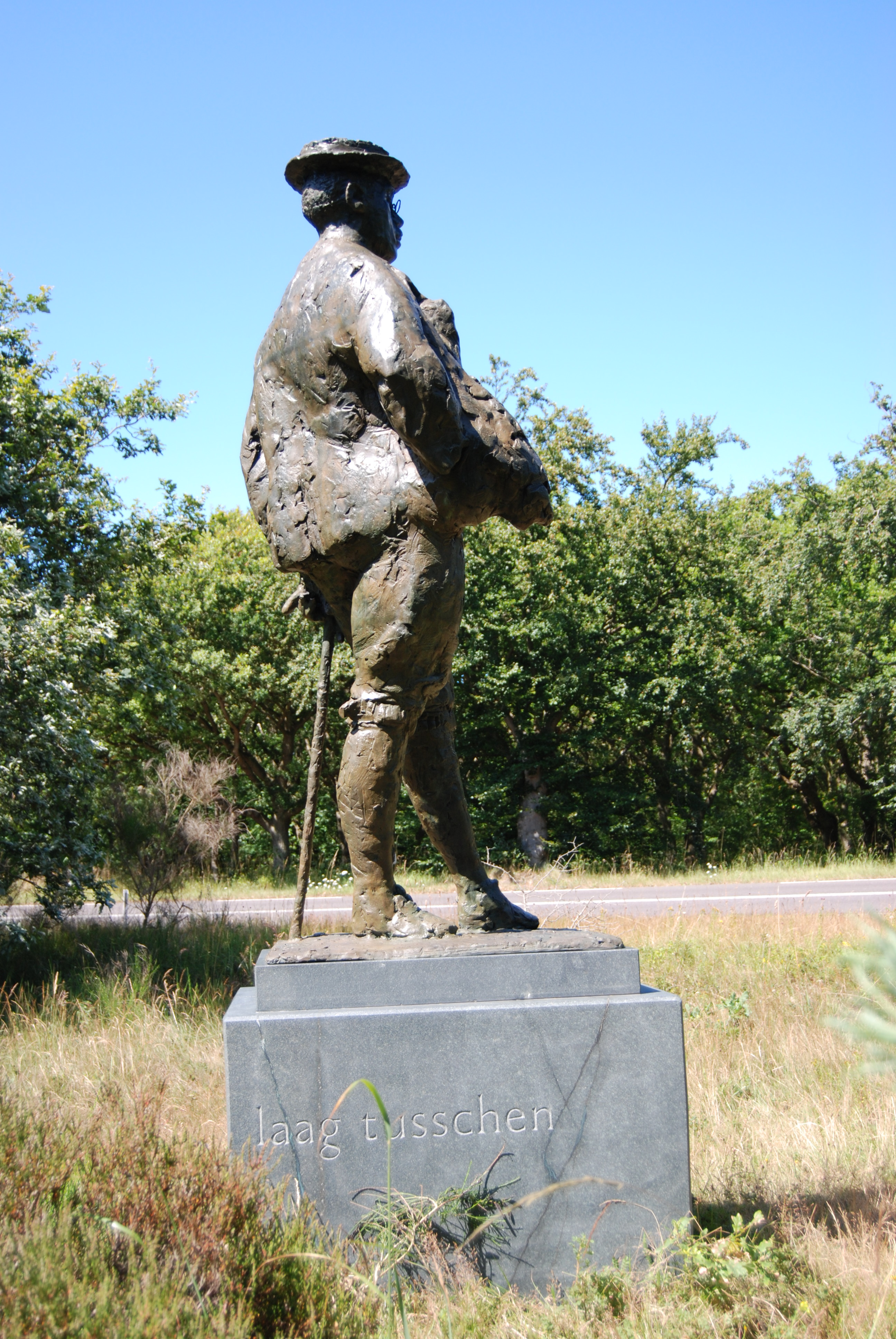
Beeld van Hans Bayens, op de sokkel volgende tekst: Herman Gorter 1864-1927 De dagen zijn lichtreuzen/ daar wandel ik laag tusschen.